# Miltogramma nartshukae
Miltogramma nartshukae är en tvåvingeart som beskrevs av Yu. G. Verves 1979. Miltogramma nartshukae ingår i släktet Miltogramma och familjen köttflugor.
Artens utbredningsområde är Uzbekistan. Inga underarter finns listade i Catalogue of Life.